# Carl Figdor
Carl G. Figdor (’s-Hertogenbosch, 26 juni 1953) is een Nederlandse immunoloog en expert op het gebied van tumorimmunologie en immunotherapie bij kanker.

## Biografie
Figdor studeerde biologie aan de Universiteit Utrecht en studeerde in 1979 af. In 1982 promoveerde hij aan de Universiteit van Amsterdam op onderzoek aan het Nederlands Kanker Instituut. Vanaf 1985 leidde hij daar zijn eigen onderzoeksgroep op het gebied van tumorimmunologie. In 1992 werd hij benoemd tot hoogleraar biofysica aan de Universiteit Twente en in 1994 volgde zijn benoeming tot hoogleraar en hoofd tumorimmunologie aan de Faculteit der Medische Wetenschappen (Radboudumc) van de Radboud Universiteit Nijmegen. Van 2001 tot 2010 was hij daar de eerste wetenschappelijk directeur van het Nijmegen Centre for Molecular Life Sciences (NCMLS).
In 1989 ontdekte hij dat LFA-1, een eiwit dat belangrijk is voor de hechting van witte bloedlichaampjes aan de vaatwanden, verschillende conformaties kan aannemen en voor de hechting aan zijn ligand ICAM-1 moet worden geactiveerd.
In 2000 ontdekte hij de lectinereceptor DC-SIGN en de belangrijke rol hiervan bij verschillende ziekteverwekkers en als adhesiereceptor. Deze speelt bijvoorbeeld een belangrijke rol bij de hechting aan en de opname van het humaan immunodeficiëntievirus (HIV) in de dendritische cellen van het immuunsysteem waardoor het virus verder in het lichaam wordt verspreid. Dendritische cellen spelen een belangrijke rol door antigenen van bijvoorbeeld ziekteverwekkers aan de cellen van het immuunsysteem te tonen. Hij ontwikkelde methoden om met MRI en scintigrafie de migratie van dendritische cellen in vivo in het lichaam van de patiënt te volgen. Hij onderzoekt de rol van lectine-achtige receptoren bij de opname van antigenen in de cellen van het immuunsysteem en de rol van het cytoskelet bij de migratie en adhesie van dendritische cellen. Daarnaast werkt hij aan betere beeldvormende technieken voor celreceptoren aan celoppervlakten.
Hij was baanbrekend in het gebruik van dendritische cellen in de immunotherapie (dendritische celvaccinatie) tegen kanker. Deze cellen worden uit het bloed van de patiënt gehaald, in het laboratorium “getraind” en vervolgens aan de patiënt toegediend. Door zijn ontwikkeling van nieuwe beeldvormende methoden om dendritische cellen in het lichaam te volgen, kon hij echter ook aantonen dat deze vorm van tumorimmunotherapie eigenlijk slechts bij ongeveer de helft van de patiënten werkte. In 2012 deed hij samen met organisch chemici (Jan van Hest, Alan Rowan) onderzoek naar methoden om in het laboratorium immuuncellen tegen kanker te maken.
In 1999 ontving hij de Bohn Stafleu van Loghum prijs voor zijn werk op het gebied van immunologie, in 2006 de Spinozapremie, in 2009 de Koningin Wilhelmina Onderzoeksprijs (KWO-prijs) van KWF Kankerbestrijding en in 2011 een Advanced Grant van de European Research Counsil (ERC). Hij is sinds 2008 lid van de Koninklijke Nederlandse Akademie van Wetenschappen.

## Publicaties (selectie)
- Rene de Waal Malefyt, John Abrams, Bruce Bennett, Carl G Figdor, Jan E de Vries: Interleukin 10 (IL-10) inhibits cytokine synthesis by human monocytes: an autoregulatory role of IL-10 produced by monocytes, The Journal of Experimental Medicine, Band 174, 1991, S. 1209-1220
- René de Waal Malefyt, JBAG Haanen, Hergen Spits, Maria-Grazia Roncarolo, Anje Te Velde, Carl Figdor, Karen Johnson, Rob Kastelein, Hans Yssel, Jan E De Vries: Interleukin 10 (IL-10) and viral IL-10 strongly reduce antigen-specific human T cell proliferation by diminishing the antigen-presenting capacity of monocytes via downregulation of class II major histocompatibility complex expression, The Journal of Experimental Medicine, Band 174, 1991, S. 915-924
- Carl G Figdor, Yvette van Kooyk, Gosse J Adema: C-type lectin receptors on dendritic cells and Langerhans cells, Nature Reviews Immunology, Band 2, 2002, S. 77-84
- Carl G Figdor, I Jolanda M de Vries, W Joost Lesterhuis, Cornelis JM Melief: Dendritic cell immunotherapy: mapping the way, Nature Medicine, Band 10, 2004, S. 475-480
- Tacken PJ, Ginter W, Berod L, Cruz LJ, Joosten B, Sparwasser T, Figdor CG, Cambi A.: Targeting DC-SIGN via its neck region leads to prolonged antigen residence in early endosomes, delayed lysosomal degradation, and cross-presentation. Blood, Band 118, 2011, S. 4111-4119
- Cruz LJ, Tacken PJ, Fokkink R, Figdor CG: The influence of PEG chain length and targeting moiety on antibody-mediated delivery of nanoparticle vaccines to human dendritic cells, Biomaterials, Band 32, 2011 S. 6791-6803.
- Lesterhuis WJ, de Vries IJ, Schreibelt G, Lambeck AJ, Aarntzen EH, Jacobs JF, Scharenborg NM, van de Rakt MW, de Boer AJ, Croockewit S, van Rossum MM, Mus R, Oyen WJ, Boerman OC, *Lucas S, Adema GJ, Punt CJ, Figdor CG: Route of administration modulates the induction of dendritic cell vaccine-induced antigen-specific T cells in advanced melanoma patients, Clin Cancer Res, Band 17, 2011, 5725-5735.
- Srinivas M, Aarntzen EH, Bulte JW, Oyen WJ, Heerschap A, de Vries IJ, Figdor CG: Imaging of cellular therapies, Adv Drug Deliv Rev, Band 62, 2010, S. 1080-1093.
- Schreibelt G, Benitez-Ribas D, Schuurhuis D, Lambeck AJ, van Hout-Kuijer M, Schaft N, Punt CJ, Figdor CG, Adema GJ, de Vries IJ.: Commonly used prophylactic vaccines as an alternative for synthetically produced TLR ligands to mature monocyte-derived dendritic cells, Blood, Band 116, 2010, S. 564-574.

## Referentie
- Dit artikel of een eerdere versie ervan is een (gedeeltelijke) vertaling van het artikel Carl Figdor op de Duitstalige Wikipedia, dat onder de licentie Creative Commons Naamsvermelding/Gelijk delen valt. Zie de bewerkingsgeschiedenis aldaar.

- Gemeinsame Normdatei: 1267794208
- International Standard Name Identifier: 0000 0003 8781 3161
- NARCIS: PRS1238436
- Nederlandse Thesaurus van Auteursnamen: 067631614
- ORCID: 0000-0002-2366-9212
- ResearcherID: A-4232-2010
- Virtual International Authority File: 280878960
- WorldCat: E39PBJvd8yb7CvbqqvKGQqV6Kd